# 늑대소년 (영화)
《늑대소년》은 2012년 하반기에 개봉한 대한민국의 로맨스 영화이다. 1960년대 후반, 대한민국 강원도의 한 산골을 배경으로 하고 있으며, 실험을 통해 생긴 늑대소년이 한 소녀와 만나게 되어 벌어지는 이야기를 다룬 영화이다.《남매의 집》,《장례식의 멤버》등을 찍은 조성희가 감독과 각본을 맡았으며, 송중기와 박보영이 각각 남녀 주인공인 늑대소년과 소녀 "순이" 역할을 연기했다. 영화사 비단길이 제작을 책임지고, 배급은 CJ E&M이 맡았다.
2012년 9월에 열린 토론토 국제영화제, 밴쿠버 국제영화제에 초청되었으며, 10월에는 부산국제영화제에도 초청되었다. 같은해 10월 31일에 대한민국에서 개봉하였고, 북미와 유럽, 일본 등 동아시아 국가를 비롯한 전 세계 20여개 국에서 동시 개봉한 바 있다.
여담으로 이 영화는 조성희 감독이 한국영화아카데미 재학 시절 제출한 작품이었는데, 남자가 여자가 반대인 늑대소녀의 설정이었다고 한다. 여자가 야생성이 있고 남자를 기다리는 영화였고 결말도 비극적이었다고 한다. 상업적으로 가게 되면서 남녀가 바뀌고 얘기가 많이 달라졌다고 한다.

## 줄거리
엄마와 여동생 순자와 시골에서 요양생활을 하던 순이. 그러던 어느날, 순이네 집에 정체모를 소년이 나타났다. 분명히 생물학적 분류는 사람이었으나 하는 행동은 야생짐승이나 다름없던 그 소년. 순이네 가족들은 경찰에 신고했지만 경찰에서는 자기네들 관할이 아니라며 시설에 보내라는 말을 했고 시설에서는 자리가 없다며 기다리라는 말만 한다. 어쩔수 없이 소년의 보호자가 된 순이네 가족들은 소년에게 철수라는 이름을 지어주고 사람처럼 사는법을 가르치며 함께 어울리기 시작한다. 그러는 사이 소년, 즉 철수는 낯선 이방인이 아닌 한 가족이 되어가기 시작했다. 하지만 어릴때부터 순이에 대한 집착이 심했던 부잣집 망나니 도련님 지태는 짝사랑하던 순이가 정체모를 남자애와 가까워지는걸 보고는 질투심에 사로잡혀 철수를 위협인물로 간주하며 마을 사람들을 선동했고 여기에 속아넘어간 동네 사람들은 밀렵사냥꾼을 동원해 철수를 사살하려 든다. 하지만 예상과는 달리 무척이나 온순한 철수를 보며 그들의 생각은 달라지기 시작했다.

## 캐스팅
- 송중기 - 김철수(늑대소년)
- 박보영 - 김순이(소녀시절)/은주(1인 2역)
- 유연석 - 황지태
- 장영남 - 유옥희(순이,순자 엄마)
- 김향기 - 김순자(순이동생)
- 이영란 - 순이 할머니
- 유승목 - 강박사
- 서동수 - 대령
- 우정국 - 정씨
- 남정희 - 동석 할머니
- 구본임 - 정씨 부인
- 안도규 - 동석(경찰1)
- 신비 - 동미

### 단역
- 오영석 - 경찰2
- 김해은 - 정씨 샛방녀
- 이민웅 - 강박사 조교
- 성도현 - 검은 양복1
- 차종호 - 검은 양복2
- 정인겸 - 헛간 괴인
- 김은석 - 군청 조계장
- 김승훈 - 공무원
- 장서이 - 순이 며느리
- 홍희원 - 병원 의사
- 홍승기 - 한의사
- 설우신 - 건달1
- 한민혁 - 건달2
- 최광락 - 건달3
- 구교환 - 만취남
- 김철준 - 시장 공사 인부1
- 박영식 - 시장 공사 인부2
- 김종곤 - 순이 아버지
- 이준혁 - 경찰1

## 제작
이전 작품들인 단편영화 《남매의 집》, 《장례식의 멤버》, 등과는 다르게, 《늑대소년》은 조성희가 《짐승의 끝》에 이어 두 번째로 찍는 상업용 영화였다. 2011년 12월 말부터 크랭크인에 들어갔으며, 이 때 주인공 역으로 《과속 스캔들》에서 주인공으로 연기한 바 있는 박보영과 KBS 수목미니시리즈 《세상 어디에도 없는 착한남자》에서 강마루역으로 출연했던 송중기가 캐스팅되었다. 한편 송중기가 연기하는 늑대소년 "철수"와는 적대 역할인 "지태"는 드라마 《심야병원》, 영화 《건축학개론》에 출연한 유연석이 캐스팅되었다. 또한 철수가 늑대로 변할 때의 모습에는 영화 《하울링》에서 연쇄살인을 저지르는 늑대 역할을 연기했던 늑대개 "시라소니"가 캐스팅되었다. 시라소니를 캐스팅할 당시, 시라소니의 역할에 대해서는 배급사 CJ엔터테인먼트(현 CJ E&M 영화사업부문)가 스포일러 문제로 밝히기를 거부했었다. 영화에 쓰인 배경음악과 영화 중간에 등장하는 노래 “나의 왕자님”은 심현정이 작곡하였으며, “나의 왕자님”의 가사는 조성희가 직접 썼다. 이 노래들이 수록된 오리지널 사운드 트랙은 2012년 11월 13일에 발매되었다.
2012년 9월 26일, 서울 강남구 압구정의 CGV에서 제작보고회를 열었다. 순제작비로는 31억 5,000만원이 들었으며, 홍보비 등을 포함한 총제작비는 55억원 안팎이 들었다.
2012년 12월 6일, 늑대소년의 감독판이 개봉하였고, 이듬해인 2013년 9월 20일에 KBS 2TV에서 추석특선영화로 방영한 바 있다.

## 반응
대학수학능력시험일 전후로 개봉한 영화들 중 시험 당일에 압도적인 관객수를 기록한 역대 최대 기록이다. 개봉 5일째인 11월 4일에는 관객수 100만명, 9일째인 11월 8일 (대학수학능력시험일)에는 200만명, 11일째인 11월 10일에 300만명을 넘었으며, 11월 18일에는 관객수 500만명을 넘었다. 11월 25일에는 관중수 600만을 돌파하였는데, 이 기록은 2012년 대한민국에서 로맨스 장르로 개봉한 영화들 중 가장 많은 관객 수를 기록하는 기염을 토한 바 있다. 종전 기록은 같은해 봄에 개봉한 《건축학개론》의 관중수 약 410만명이었다. 2012년 12월에 조성희 감독이 결말 부분을 다듬은 "감독판"으로 재개봉하기로 확정했다.
한편, 개봉 후 3주가 지난 시점에서 《늑대소년》의 상영관 독점으로 인해 다른 영화들이 교차상영 등으로 경쟁에서 뒤쳐지는 피해를 입고 있다는 시각도 있었는데, 2016년 당시 KBS 2TV 수목 드라마 '태양의 후예'의 편성 기획을 담당했던 KBS 드라마본부의 황의경 팀장의 인터뷰에서, "지난 2014년 4월 16일에 발생한 세월호 침몰 사고에 따른 국가적 변고로 인한 사회적 시국을 고려해서, KBS와 SBS 등 각 방송사들의 예능 프로그램 편성이 전면 취소되자마자 특선영화로 재방영한 바 있다"라고 설명하였다.
지난 1993년 KBS에 입사한 황의경 선임 PD는 지상파 최초의 시즌제 교육 드라마 '학교 4'의 연출을 시작으로, 지난 2010년부터는 드라마운영팀 등 곽기원 팀장과 관리직으로 승진하여, KBS의 드라마 제작 및 편성 기획을 총괄해 왔다.

## 사운드트랙
| #            | 제목                                 | 작사         | 작곡         | 재생 시간 |
| ------------ | ------------------------------------ | ------------ | ------------ | --------- |
| 1.           | 〈나의 왕자님 (My Prince)〉 (박보영) | 조성희       | 심현정       | 4:13      |
| 2.           | 〈Time She's Forgotten〉 (심현정)    |              |              | 1:13      |
| 3.           | 〈47 Years Ago〉 (심현정)            |              |              | 0:16      |
| 4.           | 〈A Boy In The House〉 (심현정)      |              |              | 1:02      |
| 5.           | 〈Decision To Train Him〉 (엄세현)   |              |              | 0:39      |
| 6.           | 〈Suni's Family〉 (심현정)           |              |              | 1:20      |
| 7.           | 〈Chul-Soo In The Bath〉 (엄세현)    |              |              | 0:39      |
| 8.           | 〈First Love〉 (심현정)              |              |              | 0:35      |
| 9.           | 〈Training〉 (엄세현)                |              |              | 1:07      |
| 10.          | 〈Let's Go To Play〉 (심현정)        |              |              | 0:34      |
| 11.          | 〈Cosplay〉 (엄세현)                 |              |              | 2:11      |
| 12.          | 〈Where There's Love〉 (심현정)      |              |              | 1:36      |
| 13.          | 〈Special Power〉 (심현정)           |              |              | 0:48      |
| 14.          | 〈Turning To Wolf〉 (심현정)         |              |              | 2:48      |
| 15.          | 〈Discover The Secret〉 (심현정)     |              |              | 1:13      |
| 16.          | 〈She Collapses〉 (심현정)           |              |              | 1:57      |
| 17.          | 〈Ji-Tae's Anger〉 (심현정)          |              |              | 1:00      |
| 18.          | 〈Chul-Soo In Chains〉 (심현정)      |              |              | 1:11      |
| 19.          | 〈Evil Plan〉 (심현정)               |              |              | 1:01      |
| 20.          | 〈Searching For Guitar〉 (심현정)    |              |              | 2:10      |
| 21.          | 〈Out Of Control〉 (심현정)          |              |              | 1:17      |
| 22.          | 〈To The Forest〉 (심현정)           |              |              | 3:13      |
| 23.          | 〈Love Unreached〉 (심현정)          |              |              | 1:01      |
| 24.          | 〈Don't Leave Me〉 (심현정)          |              |              | 1:27      |
| 25.          | 〈Walking Away〉 (심현정)            |              |              | 1:06      |
| 26.          | 〈For A Long Time〉 (심현정)         |              |              | 1:02      |
| 27.          | 〈A Werewolf Boy〉 (심현정)          |              |              | 4:34      |
| 총 재생 시간 | 총 재생 시간                         | 총 재생 시간 | 총 재생 시간 | 41:13     |

## 수상 경력
- 2012년 제4회 피어선 젊은 영화 페스티벌 최고의 여자배우상(박보영)
- 2012년 제20회 대한민국문화연예대상 영화부문 조연상(서동수)
- 2013년 제4회 올해의 영화상 몽블랑발견상(조성희)
- 2013년 제6회 코리아 키즈 초이스 어워드 베스트 배우(송중기)
- 2013년 제49회 백상예술대상 영화부문 신인감독상(조성희)
- 2013년 제5회 영국 테라코타 극동 영화제 커런트 아시안 시네마 관객상(조성희)
- 2013년 제7회 Mnet 20's Choice 여자 20's 무비스타상(박보영)
- 2013년 제22회 부일영화상 여우조연상(장영남)
- 2013년 제50회 대종상영화제 여우조연상(장영남)

## 같이 보기
- 대한민국 영화 흥행 기록